# ヴィルトパルクシュタディオン
ヴィルトパルクシュタディオン（Wildparkstadion）は、ドイツ・バーデン＝ヴュルテンベルク州カールスルーエにあるサッカー専用スタジアム。カールスルーエSCがホームスタジアムとして使用している。
2021年6月より地元カールスルーエの地方銀行であるBBバンクが命名権を5年契約で取得し、BBバンク・ヴィルトパルク (BBBank Wildpark)と命名された。

## 歴史
近代的なスタジアムとして1952年に建設が開始され、1955年8月17日、カールスルーエSCとロートヴァイス・エッセンの試合でこけら落しが行われ、45,000人の観客の前で2-2の引き分けに終わった。
1978年には110万ユーロを投じて国内で最も大きな投光器である高さ54mの鋼管投光器が4つ設置された。
2016年7月19日、総工費1億1300万ユーロで新スタジアムの建設とこのヴィルトパルクシュタディオンの取り壊しが決定した。しかし、2018年10月に着工が1年遅れることと1000万の追加費用が発生することが発表された。カールスルーエSCは引き続きこのスタジアムを使用し、新スタジアムの建設と取り壊しが同時に進展している。2021-22シーズンは完成した東スタンドと南スタンドのみに観客を入れて試合が行われた。新スタジアムの建設工事は2023-24シーズン開幕前に竣工し、2023年7月19日、カールスルーエSC対リヴァプールFCの親善試合で開場した。総工費1億6,600万を投じて建設されたスタジアムは、収容人数34,302席と旧スタジアムより大幅に収容人数が増加した。

## 開催された主な試合
- 国際Aマッチ

| 日付           | ホームチーム | 結果 | アウェーチーム | ラウンド |
| -------------- | ------------ | ---- | -------------- | -------- |
| 1955年11月16日 | 西ドイツ     | 2-0  | ノルウェー     | 親善試合 |
| 1962年12月23日 | 西ドイツ     | 5-1  | スイス         | 親善試合 |
| 1965年4月24日  | 西ドイツ     | 5-0  | キプロス       | 親善試合 |
| 1967年2月22日  | 西ドイツ     | 5-1  | モロッコ       | 親善試合 |
| 1971年6月12日  | 西ドイツ     | 2-0  | アルバニア     | 親善試合 |
| 1993年10月13日 | ドイツ       | 5-0  | ウルグアイ     | 親善試合 |

- 国際Aマッチ (女子)

| 日付           | ホームチーム | 結果 | アウェーチーム | ラウンド |
| -------------- | ------------ | ---- | -------------- | -------- |
| 2006年11月23日 | ドイツ       | 6-3  | 日本           | 親善試合 |

- その他

| 日付          | ホームチーム             | 結果 | アウェーチーム                     | ラウンド                  |
| ------------- | ------------------------ | ---- | ---------------------------------- | ------------------------- |
| 1956年8月5日  | カールスルーエSC         | 3-1  | ハンブルガーSV                     | DFBポカール1955-56決勝    |
| 1978年8月1日  | ボカ・ジュニアーズ       | 3-0  | ボルシア・メンヒェングラートバッハ | トヨタカップ1977 (再試合) |
| 1990年7月31日 | FCバイエルン・ミュンヘン | 4-1  | 1.FCカイザースラウテルン           | DFLスーパーカップ1990     |

## ギャラリー

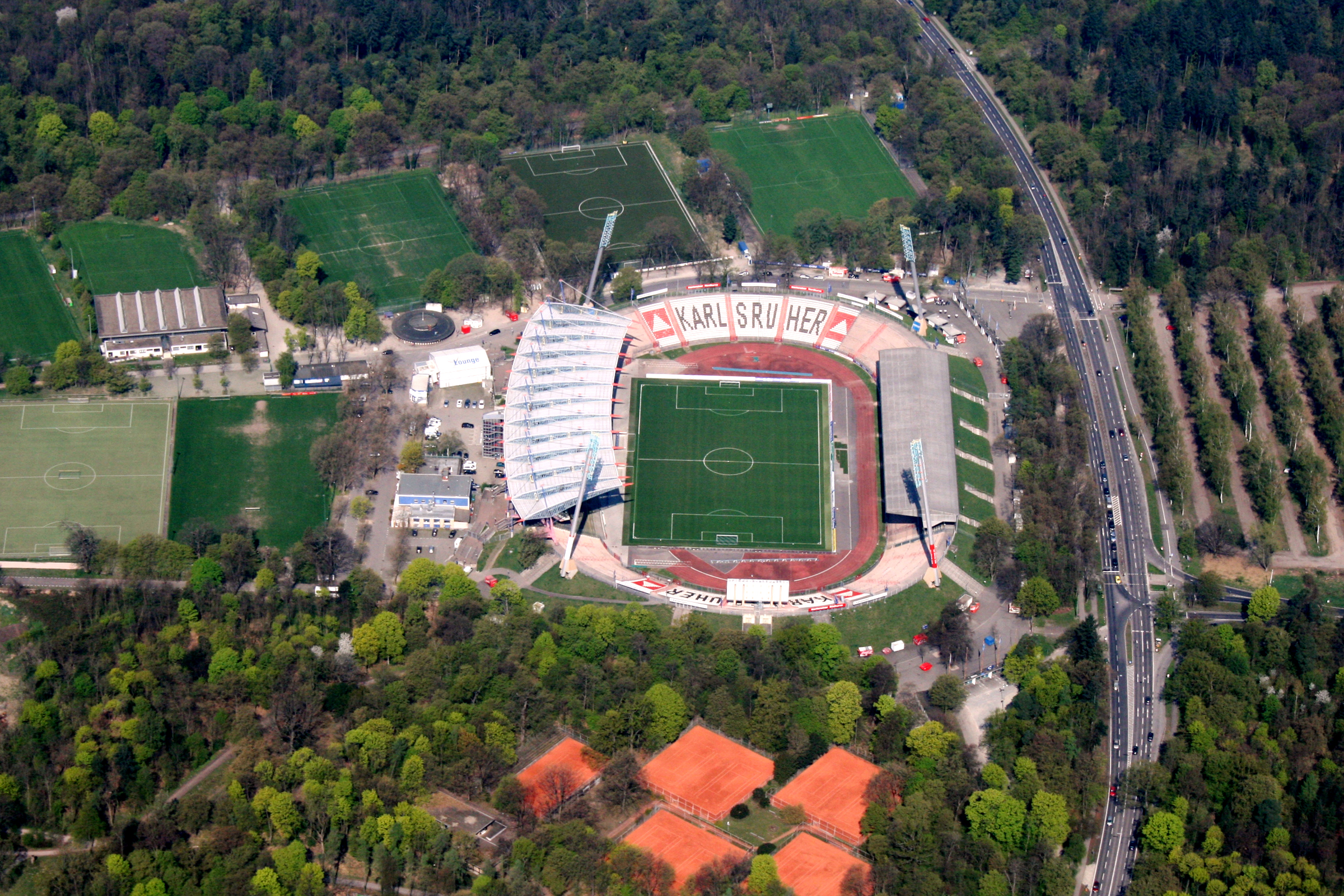
スタジアムの空撮 (2009年)
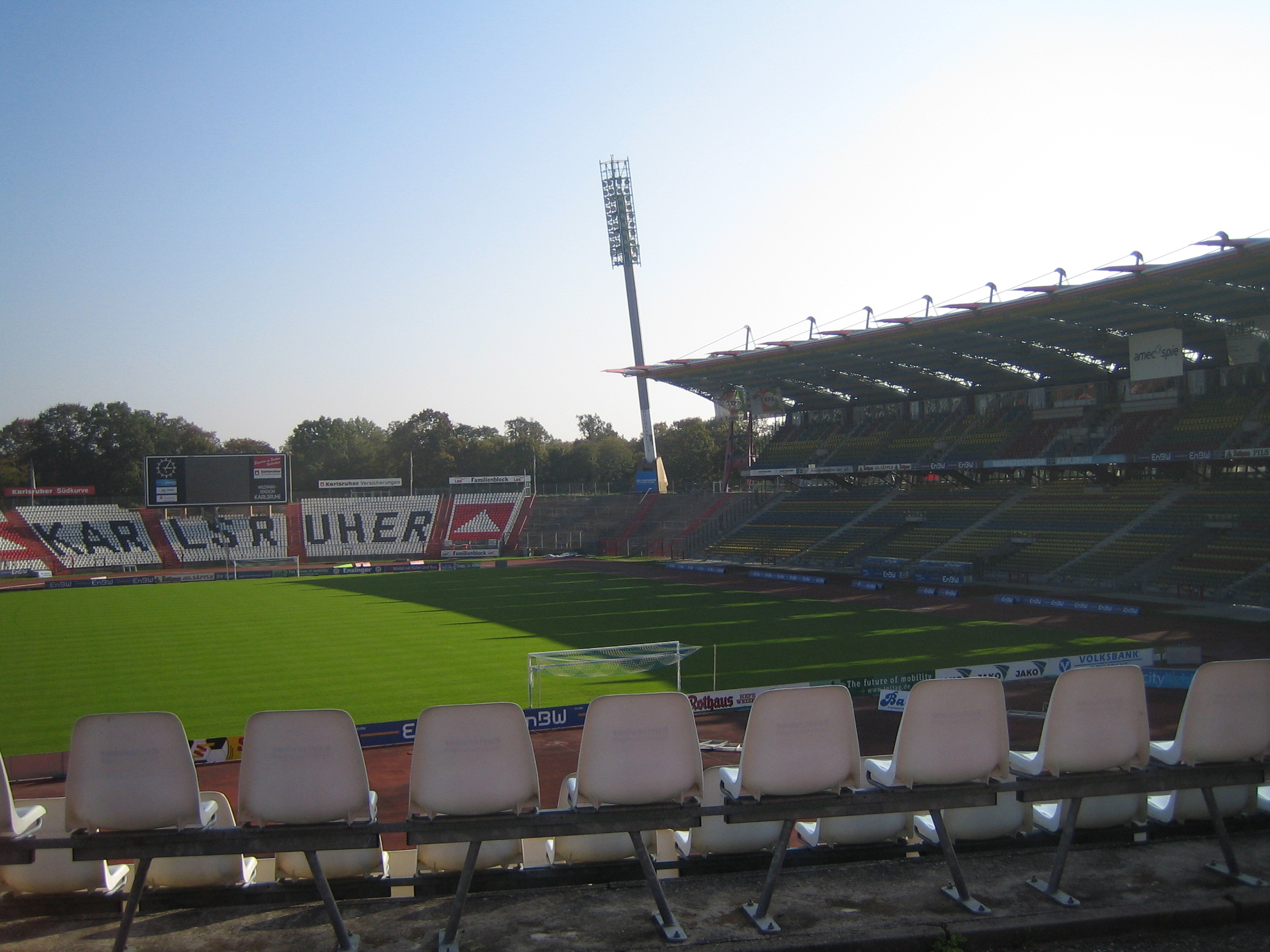
2006年のスタジアム
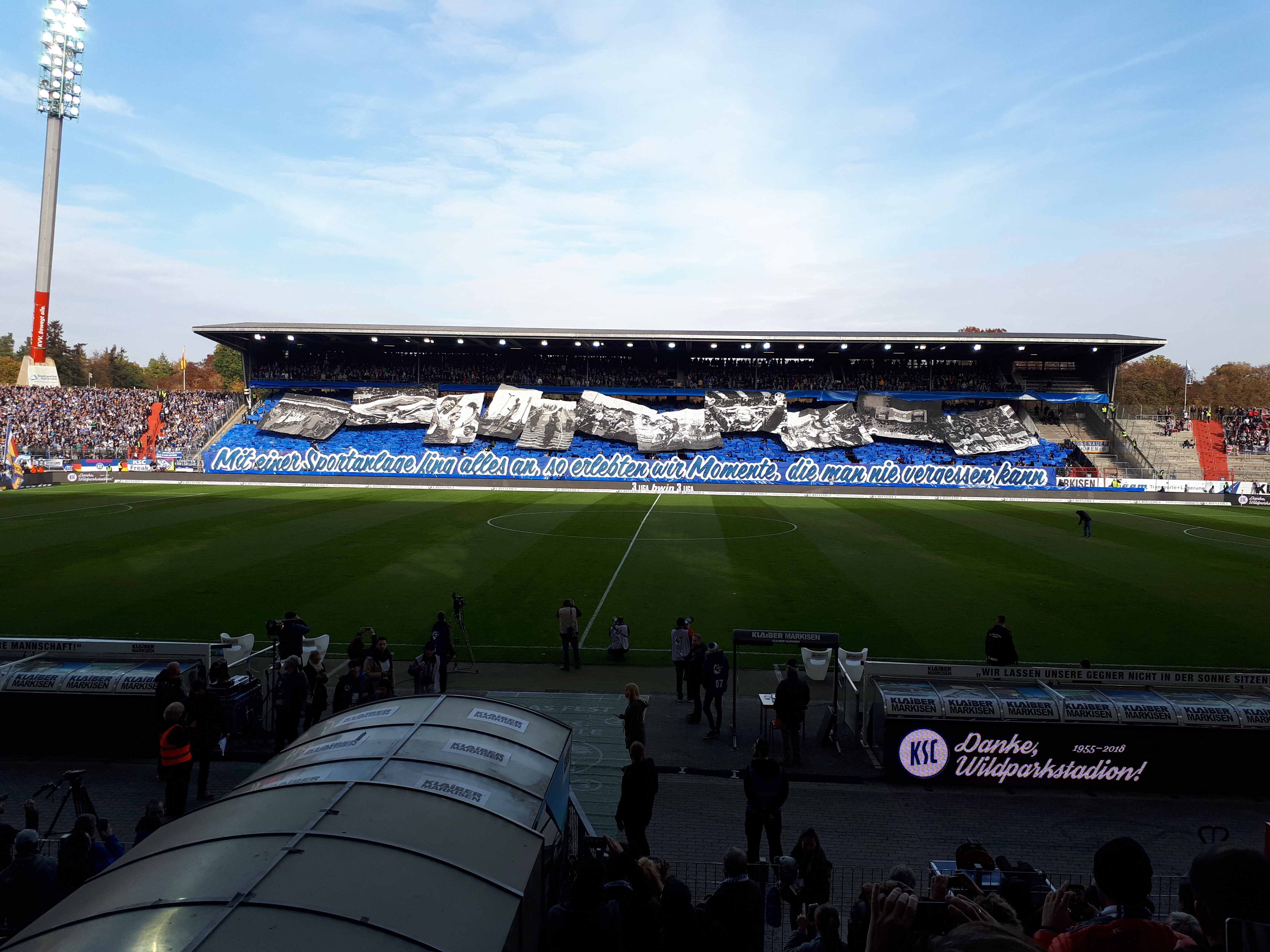
2018年のスタジアム